# Diplomatski kor
Diplomatski kor čine diplomatski predstavnici u jednoj zemlji. Na čelu diplomatskog kora se nalazi najstariji član po rangu, doajen.
U širem smislu, diplomatski kor čine svi članovi diplomatskog osoblja stranih diplomatskih misija u državi akreditacije.
U užem smislu, diplomatski kor čine šefovi diplomatskih misija u državi prijema bez obzira na diplomatsku klasu.
Diplomatski kor je, dakle, kolektivno telo, ali bez svojstva pravnog lica.

## Literatura
Igor Janev, Uvod u diplomatiju, AGM knjiga, Beograd. 2015.  978-86-86363-64-0